# Dianne Wiest
Dianne Evelyn Wiest (ur. 28 marca 1948 w Kansas City) – amerykańska aktorka filmowa i telewizyjna. Dwukrotna zdobywczyni Oscara dla najlepszej aktorki drugoplanowej za role w filmach Hannah i jej siostry (1987) oraz Strzałach na Broadwayu (1995).

## Życiorys
Urodziła się w Kansas City w Missouri jako córka Anne Stewart (z domu Keddie), pielęgniarki, i Bernarda Johna Wiesta, dziekana college’u i pracownika socjalnego na oddziale psychiatrycznym United States Army. Jej matka miała pochodzenie szkockie, a ojciec miał korzenie niemieckie, chorwackie i włoskie. Wychowywała się z dwoma braćmi, Gregiem i Donem. Pierwotnie chciała zostać tancerką baletową, ale zmieniła swój cel na teatr na ostatnim roku w Norymberskiej Amerykańskiej Szkole Średniej. W 1969 ukończyła studia na Uniwersytecie Marylandu.
W 1970 debiutowała w roli Penelope Ryan w sztuce Kurta Vonneguta Wszystkiego najlepszego, Wando June z Nicolasem Costerem zarówno na off-Broadwayu jak i na Broadwayu. Przez wiele lat grała jedynie w teatrze. W filmie debiutowała dopiero w latach 80. Uznanie i liczne nagrody przyniosły jej role u Woody’ego Allena – rozpoznawalną aktorką stała się po zagraniu prostytutki w komedii Purpurowa róża z Kairu (1985), a za drugoplanową kreację w Hannah i jej siostry (1986) zdobyła pierwszego w karierze Oscara.
Swoją drugą nominację otrzymała za rolę w komedii Spokojnie, tatuśku Rona Howarda. Zagrała także w takich filmach jak Jasne światła, wielkie miasto (1988) czy Edward Nożycoręki (1990). Jednak kolejną statuetkę zdobyła ponownie za rolę u Allena − w Strzałach na Broadwayu (1995). Najbardziej znaczące pozycje filmowe, w których wystąpiła w następnych latach to Klatka dla ptaków i Partner (oba z 1996) i Zaklinacz koni (1998). Gościnnie występowała w serialu Prawo i porządek (Law & Order).

## Wybrana filmografia

### Seriale telewizyjne
- 1996: Droga do Avonlea (Road to Avonlea) jako Lillian Hepworth
- 2000: Dziesiąte królestwo (The 10th Kingdom) jako Zła Królowa[12]
- 2000-2002: Prawo i porządek[13] jako Nora Lewin, adwokat okręgowy
- 2001: Prawo i porządek: Zbrodniczy zamiar[14] jako Nora Lewin, adwokat
- 2001-2002: Prawo i bezprawie[15] jako Nora Lewin, adwokat okręgowy
- 2008: The Return of Jezebel James jako Talia Tompkins
- 2008-2009: Terapia jako Gina
- 2015-2019: "Scenki z Życia" ("Life in Pieces") jako Joan Short

## Nagrody
Oscar dla najlepszej aktorki drugoplanowej:
- 1987 Hannah i jej siostry
- 1995 Strzały na Broadwayu

Złoty Glob dla najlepszej aktorki drugoplanowej: 
- 1995 Strzały na Broadwayu

Nagroda Emmy
- 1997 Najlepsza aktorka w serialu dramatycznym[16] Droga do Avonlea
- 2008 Najlepsza aktorka drugoplanowa w serialu dramatycznym  Terapia

Nagroda Gildii Aktorów Ekranowych
- 1997 Najlepsza obsada filmowa Klatka dla ptaków
- 1995 Najlepsza aktorka drugoplanowa Strzały na Broadwayu